# King Tubby
King Tubby, właśc. Osbourne Ruddock (ur. 28 stycznia 1941 w Kingston, zm. 6 lutego 1989 tamże) – jamajski inżynier dźwięku i producent muzyczny, obok Lee Perry'ego współtwórca techniki muzycznej dub. W latach 50. grywał na ulicznych imprezach tanecznych i konstruował amatorskie wzmacniacze. W 1968 założył swój pierwszy sound system – Tubby's Home Town HiFi i nawiązał współpracę z cenionym producentem Duke'm Reidem. W 1971 dokonał przełomowych nagrań, wykorzystując – jako jeden z pierwszych producentów na świecie – technikę remiksu. Przetwarzał nagrania w sposób nowatorski, używając konsolety jako instrumentu muzycznego. Nagrania, zamieszczane przeważnie na stronie "B" singli (zwane versions) były z reguły mocno zmienione, pozbawione wokali i wzbogacone o efekty specjalne, takie jak echo, reverb i delay. Technika, stosowana przez Tubby'ego, doprowadziła do powstania i rozwoju nowego gatunku muzycznego – dubu. Tubby w latach 70. stał się jedną z najbardziej znanych postaci na Jamajce. Współpracował m.in. z Lee Perrym, Augustusem Pablo i Bunnym Lee. Tubby współpracował także z Ewartem Beckhartem (znanym jako U-Roy), twórcą toastingu, prekursorem rapu. W drugiej połowie lat 70. King Tubby wycofał się z rynku muzycznego, okazjonalnie dokonując nowych nagrań i remiksów, pracując głównie z młodszymi muzykami i producentami. W 1989 został zastrzelony nieopodal swojego domu w Kingston (przy parku Duhaney). Motywem morderstwa był rabunek, sprawców nie wykryto.